# A Ninja and an Assassin Under One Roof
«A Ninja and an Assassin Under One Roof» (яп. 忍者と殺し屋のふたりぐらし, Ninja to Koroshiya no Futarigurashi, досл. «Ніндзя та вбивця живуть разом»), також відома як «NinKoro» (яп. にんころ, НінКоро), — манґа-серія, створена HundredBurger. Її серіалізація розпочалася в журналі сьонен-манґи «Comic Dengeki Daioh „g“» видавництва ASCII Media Works у лютому 2021 року. Наразі видано п'ять томів у форматі танкобон. Аніме-телесеріал, адаптований студією Shaft, розпочав показ у квітні 2025 року і завершив у червні 2025 року.

## Сюжет
Сатоко Кусаґакуре, ніндзя, під впливом свого лідера Куро вирішує покинути рідне село разом з іншими дезертирами. Однак, опинившись без грошей та друзів у зовнішньому світі, Сатоко опиняється на межі голоду, аж поки її не рятує інша дівчина, Коноха Коґа, яка виявляється вбивцею. Дівчата швидко налагоджують партнерські стосунки: Коноха прагне піднятися в рейтингу найкращих вбивць і захищатиме Сатоко від інших ніндзя, які полюють на дезертирів з їхнього села, а Сатоко, у свою чергу, використовуватиме свою магію ніндзя, щоб приховувати докази злочинів Конохи та прибирати її квартиру.

## Персонажі
Сатоко Кусаґакуре (яп. 草隠 さとこ, Kusagakure Satoko)
Сейю: Харуна Мікава
Ніндзя-втікачка зі схованого села, розташованого десь у горах сільської Японії. Вона погано володіє бойовими мистецтвами, дещо некомпетентна, і її часто використовували для виконання рутинних завдань, які інші ніндзя в селі вважали нижчими за свою гідність. Однак, завдяки своїй працьовитості, вона навчилася прибирати, готувати та піклуватися про інших. Її особливістю є здатність перетворювати неживих людей та предмети на купу листя, що полегшує приховування доказів та тіл.
Коноха Коґа (яп. 古賀 このは, Koga Konoha)
Сейю: Кана Ханадзава
Вбивця-початківець і старшокласниця, яка прагне піднятися кар'єрними сходами. Неймовірно вправна у вбивствах, вона мала труднощі з просуванням у національному рейтингу вбивць, оскільки часто використовувала бали для догляду за тілами та пов'язаних з цим справ, замість того, щоб виконувати їх самостійно. Після зустрічі з Сатоко вона починає повільно підійматися в ранзі, хоча їй важко зблизитися з кимось, окрім себе.
Марін Ідзуцумі (яп. イヅツミマリン, Izutsumi Marin)
Сейю: Ю Серідзава
Молода божевільна вчена, яка створила Робоко для шпигування за Конохою та усунення конкуренції, але згодом стала неохочою подругою як ніндзя, так і вбивці.
Куро (яп. 黒)
Сейю: Ері Кітамура
Лідерка втікачів з села ніндзя, яка насправді втекла, щоб бути зі своєю коханою, Юріко, у цивільному світі. Дуже сильна ніндзя, хоча рідко демонструє свої навички, вона має здатність на короткий час гіпнотизувати людей і змінювати їхні спогади. Куро також любить грати в місцевих пачінко-залах, що нескінченно дратує її партнерку.
Юріко (яп. 百合子)
Сейю: Румі Окубо
Кохана Куро, яка готова надавати моральну підтримку їй та її друзям, хоча постійно намагається стримати легковажні витрати Куро на пачінко та інші непотрібні речі.
Робоко (яп. ロボ子)
Сейю: Харуна Мікава
Спочатку створена Марін для шпигування за Конохою, Робоко є роботизованою копією Сатоко. Однак Коноха швидко прив'язалася до Робоко, що викликало ревнощі у Сатоко і зрештою призвело до її знищення. Пізніше Марін створює нову версію Робоко зі збережених даних.
Аоко Йошіда (яп. 吉田碧子, Yoshida Aoko)
Сейю: Юі Оґура
Однокласниця Сатоко та Конохи. Її батька вбила Коноха.
Фуміко Кусаґакуре (яп. 草隠ふみこ, Kusagakure Fumiko)
Сейю: M.A.O
Ніндзя, яка намагалася вбити Сатоко та Коноху, але була вбита останньою.
Мічіру Кусаґакуре (яп. 草隠みちる, Kusagakure Michiru)
Сейю: Кьока Морія
Ніндзя, яка намагалася вбити Сатоко та Коноху, але була вбита останньою.
Мідорі Кусаґакуре (яп. 草隠みどり, Kusagakure Midori)
Сейю: Шідзука Ішіґамі
Ніндзя, яка намагалася отруїти Коноху, але остання перехитрила та вбила її.
Асука Кусаґакуре (яп. 草隠あすか, Kusagakure Asuka)
Сейю: Томорі Кусунокі
Ніндзя, яка влаштувала засідку на Сатоко у ванній кімнаті, перш ніж бути вбитою Конохою.
Аріса Кусаґакуре (яп. (草隠ありさ, Kusagakure Arisa)
Сейю: Хіна Йомія
Ніндзя, яка володіє потужними рукавицями. Вона влаштовує засідку на Сатоко та Коноху в парку, але зрештою вони перемагають її, і Коноха її вбиває.

## Медіа

### Манґа
Написана та ілюстрована HundredBurger, манґа «Ніндзя та вбивця живуть разом» почала публікуватися в журналі сьонен-манґи «Comic Dengeki Daioh „g“» видавництва ASCII Media Works 26 лютого 2021 року. Станом на березень 2025 року глави серії були зібрані у п'ять томів у форматі танкобон.
У квітні 2025 року видавництво Seven Seas Entertainment оголосило про придбання ліцензії на публікацію серії англійською мовою, починаючи з грудня 2025 року.

#### Томи
| № | Дата виходу       | ISBN                                          |
| - | ----------------- | --------------------------------------------- |
| 1 | 27 січня 2022     | ISBN 978-4-04-914191-7                        |
| 2 | 25 листопада 2022 | ISBN 978-4-04-914737-7                        |
| 3 | 26 липня 2023     | ISBN 978-4-04-915164-0                        |
| 4 | 26 квітня 2024    | ISBN 978-4-04-915713-0                        |
| 5 | 27 березня 2025   | ISBN 978-4-04-916358-2 978-4-04-916359-9 (СВ) |

### Аніме
23 квітня 2024 року було анонсовано аніме-адаптацію, виробництвом якої займалася студія Shaft. Пізніше було підтверджено, що це буде телевізійний серіал, режисером якого став Юкіхіро Міямото, за композицію серіалу відповідав штат Shaft під колективним псевдонімом Фуяші Тоу, дизайн персонажів розробив Кадзуя Шіоцукі, а музику написав Рюноске Касай. Прем'єра серіалу відбулася 10 квітня 2025 року, а завершилась 26 червня того ж року на телеканалі AT-X та інших мережах. Початковою музичною темою стала пісня «Yarenno? Endless» (яп. やれんの？エンドレス, Yarenno? Endoresu, «Зробимо це? Безкінечно»), у виконанні Кани Ханадзави, а завершальною темою — «NinKoro Dance» (яп. にんころダンス, Ninkoro Dansu, «Танець ніндзя-вбивці»), у виконанні HoneyWorks за участі HaKoniwalily. Компанія Crunchyroll отримала ліцензію на показ серіалу.

#### Серії
| № серії | Назва серії | Режисер(и)                      | Режисер(и) анімації             | Оригінальна дата показу |
| --- | --- | ------------------------------- | ------------------------------- | ----------------------- |
| 1 | «Зустріч ніндзя та вбивці» Транслітерація: «Ninja to Koroshiya no Deai» (яп. 忍者と殺し屋の出会い)                                  | Юкіхіро Міямото                 | Юкіхіро Міямото, Кадзуя Шіоцукі | 10 квітня 2025          |
| Сатоко Кусаґакуре, ніндзя, яку лідер змусила втекти з рідного села, втрачає свідомість у провулку, де її знаходить старшокласниця Коноха Коґа. Після спільного обіду з'являється Фуміко, ніндзя-вбивця з клану Кусаґакуре, і намагається вбити Сатоко за дезертирство, але гине від руки Конохи, яка виявляється професійним вбивцею. Після наступного нападу іншої ніндзя-вбивці, Мічіру, яку Коноха також ліквідує, Коноха вражена здатністю Сатоко перетворювати тіла та докази на листя і пропонує їй переїхати до її квартири як покоївку. Наступного дня Сатоко приносить обід, який Коноха забула, до її школи. Там вона знайомиться з однокласницею Конохи, Аоко Йошідою, чийого батька Коноха згодом вбиває за завданням. Після цього Коноха пояснює, що прагне піднятися в рейтингу вбивць, щоб отримувати кращі замовлення, вважаючи Сатоко ключем до цього. | |                                 |                                 |                         |
| 2 | «Буденне життя ніндзя та вбивці» Транслітерація: «Ninja to Koroshiya no Nichijō» (яп. 忍者と殺し屋の日常)                           | Сьохей Фудзіта                  | Юкі Ясе                         | 17 квітня 2025          |
| Отримавши оплату за останнє завдання, Коноха дає Сатоко гроші на купівлю одягу в торговому центрі, де вони зустрічають та ліквідують ще одну ніндзя-вбивцю на ім'я Асука. Пізніше Сатоко зустрічається з Куро, лідеркою ніндзя-вигнанців, яка спланувала їхню втечу, щоб переїхати до своєї коханої. Коли між нею та Конохою виникає суперечка через Сатоко, інша ніндзя-вбивця, Мідорі, замаскована під працівницю ресторану, намагається отруїти Коноху, щоб дістатися до Сатоко. Однак Коноха розкриває її задум і вбиває Мідорі серед білого дня, що змушує Куро використати свою здатність стирати спогади випадкових свідків. Згодом з'ясовується, що Мідорі та Асука проводили дівич-вечір з Фуміко, коли отримали телефонний дзвінок з наказом вистежити Сатоко. | |                                 |                                 |                         |
| 3 | «Робота ніндзя та вбивці» Транслітерація: «Ninja to Koroshiya no Oshigoto» (яп. 忍者と殺し屋のお仕事)                               | Осаму Сумія                     | Сюдзі Міядзакі                  | 24 квітня 2025          |
| Побачивши Йошіду, яка підробляє вигулюванням собак, Сатоко вирішує теж знайти собі підробіток, але зазнає труднощів через своє резюме. Коноха допомагає Сатоко скласти більш прикрашене резюме, завдяки чому вона зрештою отримує роботу, хоча й досить дивну, яку одразу ж кидає. Пізніше Сатоко приєднується до Куро на трапезі з її партнеркою, Юріко, перш ніж несподівано з'являється Коноха. Дорогою додому на Сатоко та Коноху влаштовує засідку ще одна ніндзя-вбивця, Аріса Кусаґакуре, яка атакує потужними рукавицями, але Коноха перемагає та вбиває її після того, як Сатоко перетворює її рукавиці на листя. | |                                 |                                 |                         |
| 4 | «Стосунки ніндзя та вбивці» Транслітерація: «Ninja to Koroshiya no Kankei» (яп. 忍者と殺し屋の関係)                                 | Кодзі Мацумура                  | Шійо Хацуміда                   | 1 травня 2025           |
| Відчуваючи незадоволення своїми стосунками з Конохою, Сатоко звертається за порадою до Куро. Вважаючи, що Сатоко хоче стати парою з Конохою, Куро дає їй кілька порад, як привернути увагу Конохи. Коли Коноха відправляє Сатоко саму позбутися тіла, яке вона вбила раніше того ж дня, на неї нападає ніндзя-вбивця Хацуко, яка прагне змусити Сатоко оживити інших ніндзя, перетворених нею на листя, але Коноха встигає врятувати її, спаливши все листя, щоб приготувати солодку картоплю. Пізніше Сатоко виганяють після того, як вона перетворює всі меблі Конохи на листя, і вона переїжджає до Куро та Юріко, де дізнається, що Куро ходить до пачінко-залів замість того, щоб шукати роботу. Саме тоді на них нападає ще одна ніндзя, Аяка. Вона намагається вбити Юріко з ревнощів, але Коноха вбиває її, щоб захистити Сатоко, яка кинулася перед нею, після чого Куро розповідає, що Аяка насправді була ще однією ніндзя-вигнанцем. Коли Сатоко повертається додому з Конохою, за ними спостерігає інша дівчина.    | |                                 |                                 |                         |
| 5 | «Робот та вбивця під одним дахом» Транслітерація: «Robotto to Koroshiya no Futarigurashi» (яп. ロボットと殺し屋のふたりぐらし)      | Мідорі Йошізава, Юмена Токудоме | Мідорі Йошізава, Юмена Токудоме | 8 травня 2025           |
| Марін Ідзуцумі, суперниця-вбивця, яка прагне обійти Коноху в рейтингу, викрадає Сатоко, щоб заволодіти її навичками, залишивши на її місці робота-двійника на ім'я Робоко. На жаль для Сатоко, Коноха не лише не помічає підміни, а й починає зближуватися з Робоко більше, ніж будь-коли зі справжньою Сатоко. Через місяць справа доходить до того, що Коноха вважає справжню Сатоко фальшивкою та налаштовується проти неї, а Робоко також повстає проти своєї творчині. Сатоко доводить, що вона справжня, перетворивши Робоко на листя, що завдає Коносі сильного потрясіння, хоча вона зрештою приймає правду. | |                                 |                                 |                         |
| 6 | «Велика дівчина та вбивця під одним дахом» Транслітерація: «Kyonyū to Koroshiya no Futarigurashi» (яп. 巨乳と殺し屋のふたりぐらし)  | Наоакі Сібута                   | Наоакі Сібута                   | 15 травня 2025          |
| Коноха відчуває помітну пригніченість після поразки Робоко. У відповідь Марін намагається помститися за Робоко, використовуючи один зі своїх винаходів на Сатоко. Коли це призводить до побічного ефекту, збільшуючи її груди, Сатоко погоджується працювати з Марін, щоб зробити їх ще більшими, наслідуючи ніндзя-вбивцю, яку вони перемогли раніше. Хоча це створює перешкоди в її повсякденному житті, Сатоко залишається рішучою, щоб бути корисною для Конохи. Пізніше Сатоко та Коноха відвідують Куро та Юріко за порадою щодо грудей Сатоко, де на них нападає інша ніндзя-вбивця, оскільки Сатоко використала запит на вбивство, щоб знайти місцезнаходження Куро. Дорогою додому Сатоко дізнається від Марін, що повернути її груди до нормального стану, схоже, неможливо. | |                                 |                                 |                         |
| 7 | «Вбивця та подруга її однокласниці» Транслітерація: «Koroshiya to Kurasumeito no Otomodachi» (яп. 殺し屋とクラスメイトのおともだち) | Сьохей Фудзіта                  | Шійо Хацуміда                   | 22 травня 2025          |
| Після закриття її улюбленої ґача-гри, Сатоко за допомогою Юріко створює акаунт у соцмережах для своїх кулінарних відео. Тим часом Аоко запрошує Коноху до себе додому, щоб познайомити її зі своєю подругою Аоі Сатоу, яка дає поради щодо її кар'єрної анкети. Інші шкільні подруги Аоко підозріло ставляться до Конохи, але Аоко відмахується від їхніх сумнівів. Помітивши, що Сатоко настільки захопилася спробами отримати більше переглядів для свого акаунту, що це перестало приносити їй задоволення, Коноха заохочує її відволіктися від цього і купує їй фотокамеру, щоб вона просто насолоджувалася фотографією. Пізніше, дізнавшись, що Сатоко завантажує її фотографії на свій акаунт, Коноха попереджає її, що це може розкрити її таємне життя вбивці. Потім вона отримує замовлення на вбивство Аоі. Через деякий час Аоко починає розклеювати листівки про зниклу подругу і просить Сатоко та Коноху допомогти їй.                                                                                             | |                                 |                                 |                         |
| 8 | «Великий будинок ніндзі та вбивці» Транслітерація: «Ninja to Koroshiya no Ōkī na Ouchi» (яп. 忍者と殺し屋の大きいなおうち)          | Кодзі Мацумура                  | Кодзі Мацумура                  | 29 травня 2025          |
| Квартира Сатоко та Конохи згоряє через ніндзя-вбивцю Карін, чий гнів Сатоко викликала в інтернеті. Тимчасово залишившись у Марін, дівчата за її допомогою переїжджають до нового будинку, який раніше належав зниклій вбивці. Дівчатам вдається заманити Карін у пастку та вбити її. Пізніше дівчата починають відчувати паранормальні явища, що кульмінує в одержимості Марін. Коли на допомогу викликають Куро та Юріко, вони дізнаються, що будинок належав ніндзя-вбивцям, яких Коноха вбила, а Марін одержима дияволом, якого Сатоко вдається перетворити на листя. Однак Марін знову одержима духом Аяки, чиє листя згоріло під час пожежі в квартирі, що змушує Куро її вирубити. Куро, Юріко та Марін потім йдуть. Зрештою, Сатоко та Коноха перестають боятися привида, яким виявляється Мідорі, і перетворюють її на листя, щоб відправити назад у потойбічний світ, де вона возз'єднається з іншими полеглими ніндзями; проте вона все ще прагне помсти Сатоко та Конохі. Тим часом привид Аяки живе з Куро та Юріко. | |                                 |                                 |                         |
| 9 | «Експеримент ніндзя та вбивці» Транслітерація: «Ninja to Koroshiya no Jikken» (яп. 忍者と殺し屋の実験)                              | Осаму Сумія                     | Осаму Сумія                     | 5 червня 2025           |
| Після того, як попереднє вбрання ніндзя Сатоко згоріло у пожежі, вона та Коноха безуспішно шукають нове в магазинах, перш ніж нарешті позичити старий костюм Куро. Пізніше Сатоко відвідує Марін, щоб попрактикувати своє «листяне» ніндзюцу, перевіряючи, чи може воно діяти на великі будівлі та живі істоти. Під час практики Сатоко ловить броньована ніндзя-вбивця Мейден, але їй вдається перемогти її, перетворивши її броню на листя, що дозволяє Конохі вбити Мейден. Наступного дня Марін прибуває до будинку Сатоко та Конохи пораненою після того, як її власний дім, який Сатоко намагалася перетворити на листя (але, ймовірно, не змогла через його розмір), все ж трансформувався із затримкою. Вона вимагає, щоб дівчата піклувалися про неї, поки вона не одужає. Тим часом покійні ніндзя намагаються вести прямі трансляції, продовжуючи планувати свою помсту Сатоко та Конохі. | |                                 |                                 |                         |
| 10 | «Ніндзя та дитина-вбивця» Транслітерація: «Ninja to Koroshiya no Akachan» (яп. 忍者と殺し屋の赤ちゃん)                              | Сюдзі Міядзакі                  | Сюдзі Міядзакі                  | 12 червня 2025          |
| Під час одужання від травм, коли Сатоко та Коноха доглядають за нею, Марін розповідає дівчатам, як вона стала вбивцею після того, як її старша сестра вбила їхніх батьків. Саме тоді вони виявляють, що Коноха перетворилася на дитину, випивши яблучний сік, що прибув з доставкою. Після того, як Сатоко йде купити речі для немовляти Конохи, вона виявляє, що Марін викрадено, залишивши її одну доглядати за Конохою. Тоді до Сатоко звертається Робоко Mk-II, мініатюрна версія Робоко, яка робить висновок, що винуватцем викрадення Марін та перетворення Конохи є старша сестра Марін, Мінато. Пройшовши навчання у Робоко, Сатоко та іншій вдається врятувати Марін від Мінато, яка перетворила обох на дітей у спробі пережити їхнє дитинство, перетворивши її будівлю на листя. Марін вирішує залишити сестрі життя, і Мінато дає Конохі протиотруту, щоб повернути її до нормального стану, хоча спогади про дитинство залишаються неушкодженими.                                                                   | |                                 |                                 |                         |
| 11 | «A Ninja and an Assassin's Big Dilemma» Транслітерація: «Ninja to Koroshiya no Dai Pinchi» (яп. 忍者と殺し屋の大ピンチ)             | Сьохей Фудзіта & Наоакі Сібута  | Юйя Такахаші                    | 19 червня 2025          |
| Через співіснування дитячих і теперішніх спогадів, Коноха починає поводитися дивно з Сатоко, адже вона піклувалася про неї в дитинстві. Організація попереджає Коноху про покарання за уникнення нових завдань, але, звинувативши Сатоко, вона намагається зупинити іншу найману вбивцю, Юкарі, і отримує поранення, оскільки нові спогади заважають її вбивчим навичкам. Сатоко рятує Коноху, відганяючи Юкарі, але втрачає око. Щоб заробити гроші на лікування ока Сатоко та заспокоїти організацію, Коноха вирушає за кордон на небезпечні завдання, залишивши Сатоко під опікою Марін. Поки Сатоко і Марін шукають Куро, розмірковуючи про причини, чому Сатоко є мішенню, Коноха, відволікшись на те, що Сатоко не відповідає на дзвінки, застається зненацька під час виконання своєї роботи. | |                                 |                                 |                         |
| 12 | «A Ninja and an Assassin Under One Roof» Транслітерація: «Ninja to Koroshiya no Futari Gurashi» (яп. 忍者と殺し屋のふたりぐらし)    | Юкіхіро Міямото                 | Шійо Нацуміда & Мідорі Йошізава | 26 червня 2025          |
| Мінато та Марін безуспішно експериментують із модифікаціями для втраченого ока Сатоко, яка тим часом занепокоєна тривалою відсутністю Конохи. Вночі на них нападає Юкарі, використовуючи обмеження ніндзюцу Сатоко, але їх рятує Коноха, яка, втративши руку, все ж допомагає Сатоко перемогти нападницю. Після одужання Коноха зізнається Марін, що переконала організацію дозволити їй раніше покинути місію заради Сатоко. Пізніше Коноха ділиться з Сатоко своїми амбіціями щодо просування в рядах вбивць, і вони вирішують підійматися разом. Врешті-решт Сатоко інформує Куро про свої справи, Мінато проводить час з Марін, а Сатоко і Коноха успішно ліквідують ще одну найману вбивцю, Канон. | |                                 |                                 |                         |

## Сприйняття

### Манґа
У 2022 році серію було номіновано на восьму премію «Next Manga Awards» у категорії друкованих видань.

### Аніме
Оглядачі Anime News Network відзначили комедійні елементи, візуальне виконання Shaft та розвиток стосунків між головними героїнями, порівнюючи серіал з «Miss Kobayashi's Dragon Maid» та називаючи його «легкою юрі комедією». Проте, деякі критики висловили менший ентузіазм, вказуючи на можливу втому від динаміки між персонажами та називаючи серіал «цілком адекватним», але без особливих емоцій. Окремо відзначалися «сильні юрі-вайби», але також критикувалися окремі «загравальні кадри» та наявність фансервісу. Загалом, думки розділилися щодо комедійного стилю та загальної привабливості серіалу.

## Нотатки
1. ↑  Співавтор під колективним псевдонімом Фуяші Тоу. Композиція серії.
2. ↑  Сценарій
3. ↑  Передова розкадровка (яп. アバン絵コンテ) Хірокі Ямамура.